# Büdös-szék
Büdös-szék är en sjö i Ungern. Den ligger i provinsen Bács-Kiskun, i den centrala delen av landet, 70 km söder om huvudstaden Budapest. Arean är 1,3 kvadratkilometer. Den sträcker sig 2,5 kilometer i nord-sydlig riktning, och 0,9 kilometer i öst-västlig riktning.